# J1 Nonthaburi
Das J1 Nonthaburi (offiziell PTT-ITF Junior Grade 1) ist ein World-Junior-Tennisturnier, das seit 2008 jährlich im März auf Hartplatz in der thailändischen Stadt Nonthaburi von der International Tennis Federation ausgetragen wird. Es gehört der zweithöchsten Turnierkategorie G1 an und ist eines der bedeutendsten Nachwuchstennisturniere in Südostasien.

## Siegerliste

### Einzel
| Jahr                                              | Herren            | Damen               |
| ------------------------------------------------- | ----------------- | ------------------- |
| ↓ ITF/LTAT Junior Championships – Kategorie: G1 ↓ |                   |                     |
| 2008                                              | Alexander Lobkow  | Jessy Rompies       |
| 2009                                              | Huang Liang-chi   | Maryna Zanevska     |
| 2010                                              | Benjamin Mitchell | Irina Chromatschowa |
| ↓ Chang LTAT ITF Junior Championships ↓           |                   |                     |
| 2011                                              | Sean Berman       | Anett Kontaveit     |
| 2012                                              | Max De Vroome     | Sabina Sharipova    |
| 2013                                              | Omar Jasika       | Ellen Perez         |
| 2014                                              | Petar Čonkić      | Simona Heinová      |
| 2015                                              | Akira Santillan   | Pranjala Yadlapalli |
| ↓ LTAT ITF Junior Championships ↓                 |                   |                     |
| 2016                                              | Wu Yibing         | Baijing Lin         |
| ↓ PTT-ITF Junior Championships ↓                  |                   |                     |
| 2017                                              | Blake Ellis       | Wang Xinyu          |
| 2018                                              | Dalibor Svrčina   | Zheng Qinwen        |
| 2019                                              | Dane Sweeny       | Bai Zhuoxuan        |
| 2020                                              | Coleman Wong      | Anchisa Chanta      |

### Doppel
| Jahr                                              | Herren                                       | Damen                                   |
| ------------------------------------------------- | -------------------------------------------- | --------------------------------------- |
| ↓ ITF/LTAT Junior Championships – Kategorie: G1 ↓ |                                              |                                         |
| 2008                                              | Nikolaus Moser Ilija Vučić                   | Ljudmyla Kitschenok Nadija Kitschenok   |
| 2009                                              | Maximilian Neuchrist Dominik Schulz          | Hannah James Maryna Zanevska            |
| 2010                                              | James Duckworth Benjamin Mitchell            | Tamara Čurović Zheng Saisai             |
| ↓ Chang LTAT ITF Junior Championships ↓           |                                              |                                         |
| 2011                                              | Vasile-Alexandru Ghilea Teodor Nicolae Marin | Eri Hozumi Miyu Katō                    |
| 2012                                              | Matteo Donati Daniel Guccione                | Jelisaweta Kulitschkowa Carol Zhao      |
| 2013                                              | Lucas Miedler Bradley Mousley                | Jelisaweta Kulitschkowa Nina Stojanović |
| 2014                                              | Bogdan Bobrow Ondřej Krstev                  | Kamonwan Buayam Kim Dabin               |
| 2015                                              | Jake Delaney Marc Polmans                    | Mayuka Aikawa Olivia Tjandramulia       |
| ↓ LTAT ITF Junior Championships ↓                 |                                              |                                         |
| 2016                                              | Lo Chien-hsun Meng Cing-yang                 | Rifanty Kahfiani Lee Yang               |
| ↓ PTT-ITF Junior Championships ↓                  |                                              |                                         |
| 2017                                              | Ondřej Štyler Michael Vrbenský               | Liang En-shuo Wang Xinyu                |
| 2018                                              | Jack Draper Henri Squire                     | Guo Meiqi Wong Hong-yi                  |
| 2019                                              | Tristan Schoolkate Dane Sweeny               | Annerly Poulos Megan Smith              |
| 2020                                              | Jérôme Kym Jean-Marc Malkowski               | Huang Jiaqi Li Yu-yun                   |